# Ejército Colaboracionista Chino
El término Ejército Colaboracionista Chino se refiere a las fuerzas militares de los gobiernos títeres fundados por el Imperio del Japón en la China continental durante la segunda guerra sino-japonesa y la Segunda Guerra Mundial. Entre ellos destacan los ejércitos del Gobierno provisional (1937-1940), del Gobierno Reformado (1938-1940) y del Gobierno nacionalista de Nankín (1940-1945), que absorbieron los dos primeros regímenes. Esas fuerzas también se conocían comúnmente como tropas títeres, pero fueron bajo diferentes nombres durante su historia dependiendo de la unidad específica y la lealtad, como el Ejército Nacional de Consolidación de la Paz (和平建国军). En total, se estima que todas las fuerzas chinas colaboracionistas projaponesas combinadas tenían una fuerza de alrededor de 683.000 hombres.

## Gobierno provisional
Originalmente, los japoneses no permitieron que el Gobierno provisional de la República de China de Wang Kemin tuviera un ejército propio y, en cambio, confiaron en una fuerza policial de 5.000 hombres para la seguridad. En mayo de 1938 se tomaron medidas para formar un ejército real para su gobierno mediante la apertura de una academia militar en Pekín, con un ingreso inicial de cien cadetes para un curso de un año. En febrero de 1939, se abrió una Escuela de Capacitación para suboficiales con mil cadetes que se sometían a un curso de seis meses. La fuerza objetivo que el Gobierno Provisional quería alcanzar era 13.200 hombres divididos en 8 regimientos de infantería, seis de ellos formados en brigadas, comandados por un mayor general chino y un asesor japonés. Junto con los graduados de las academias, a quienes se les otorgó el rango de teniente o segundo teniente, también hubo ex oficiales nacionalistas y señores de la guerra. Además, también había una unidad de guardaespaldas de 400 hombres para Wang.
El orden de batalla del Ejército Provisional del Gobierno fue el siguiente:
- 1.ª Brigada 'Beijing' (Mayor General Liu Fengzhi)
  - 1.er Regimiento (Pekín)
  - 2.º Regimiento (Tongzhou)

- 2.ª Brigada 'Baoding' (Mayor general Huang Nanbeng)
  - 3.er Regimiento (Paotingfu)
  - 4.º Regimiento (Chengtingfu)

- 3.ª Brigada 'Kaiping' (General de división Lu Zhensheng)
  - 5.º Regimiento (Kaiping)
  - 6.º Regimiento (Tangshan)

- 7.º Regimiento Independiente 'Tianjin' (Coronel Sun Zhizhang)

- 8.º Regimiento Independiente 'Jinan' (Coronel Ma Wenzhi)

## Gobierno Reformado
El Gobierno reformado de la República de China, mal organizado, que gestionaba las zonas ocupadas en el centro de China, reunió una fuerza armada mínima de mala calidad en general. En diciembre de 1938, el ministro de Pacificación, Ren Yuandao, anunció que el ejército estaba formado por 10.000 soldados. Se estableció una academia militar con 320 cadetes entre las edades de dieciocho y veinticinco años, con la intención de crear una nueva clase de oficiales "no contaminados" por el servicio anterior en el Ejército Nacionalista y leales al Gobierno Reformado. El curso de capacitación de un año fue impartido por oficiales japoneses. Sin embargo, su entrenamiento se vio interrumpido ya que el ejército expandido, que contaba con 30.000 hombres para noviembre de 1939, necesitaba oficiales. Su calidad era baja, ya que los informes indicaban que las tropas del Gobierno Reformado huyeron de las guerrillas a las que se enfrentaron.
El Ejército del Gobierno Reformado del Gobierno se organizó inicialmente de la siguiente manera:
- 1.er Distrito de Pacificación - Provincias de Zhejiang y Jiangxi
- Distritos de pacificación 2.º, 3.er y 4.º: regiones al sur del río Yangtze
- 5.º Distrito de Pacificación - regiones al norte del río Yangtze

Además, en junio de 1939 se creó un "cuerpo de patrulla del agua" para vigilar la costa y las vías navegables. Fue comandado por el Vicealmirante Xu Jianding, el excomandante del Escuadrón Yangtze de la armada nacionalista. Se estableció una escuela de entrenamiento de la policía del agua con 150 cadetes entrenados por 30 instructores japoneses y 30 chinos. Sin embargo, tenía pocos buques para cumplir con su deber. También había planes para formar una fuerza aérea y se compraron varios planeadores de entrenamiento de Japón, pero estos planes nunca se concretaron cuando el Gobierno Reformado se fusionó con el recién formado Gobierno Reformado de China en 1940.

## Gobierno de Nankín

### Ejército

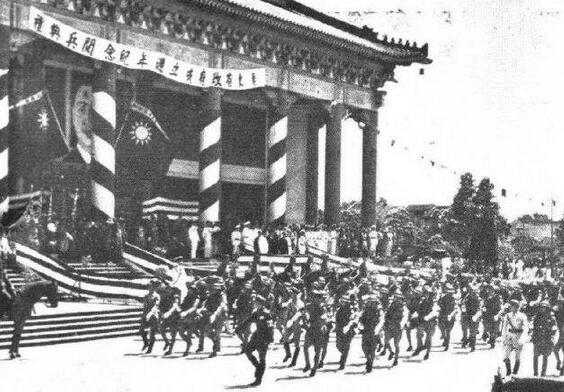
Soldados durante el desfile del primer aniversario de la fundación del gobierno de Nankín, 1941.

Durante su existencia, el Gobierno Nacionalista de la República de China desplegó una fuerza que las fuentes occidentales estimaron que tenía entre 300.000 y 500.000 hombres. Wang Jingwei inicialmente planeó reunir una fuerza de doce divisiones bajo su mando personal, aunque la mayoría de las tropas del gobierno de Nankín solo estuvieron bajo su control nominal durante toda la guerra. Todos los asuntos militares fueron manejados teóricamente por la Comisión Militar Central, pero en realidad el cuerpo era en gran parte simbólico y tenía poca autoridad. Los comandantes del Ejército de Nankín pudieron operar sin mucha interferencia del gobierno de Wang y en muchos casos fueron ex señores de la guerra u oficiales del Ejército Nacionalista de Chiang Kai-shek. Inicialmente, Wang reclutó sus tropas de exsoldados nacionalistas y las tropas títeres que anteriormente habían servido a los gobiernos provisional y reformado, que estaban unidos bajo el mando de Wang. En el "Acuerdo de Asuntos Militares Japón-China" firmado por Japón y el Gobierno Nacionalista, los japoneses acordaron entrenar y equipar un número no especificado de divisiones para el Ejército de Nankín. Se les proporcionó equipo nacionalista capturado en su mayoría junto con pequeñas cantidades de armas japonesas.

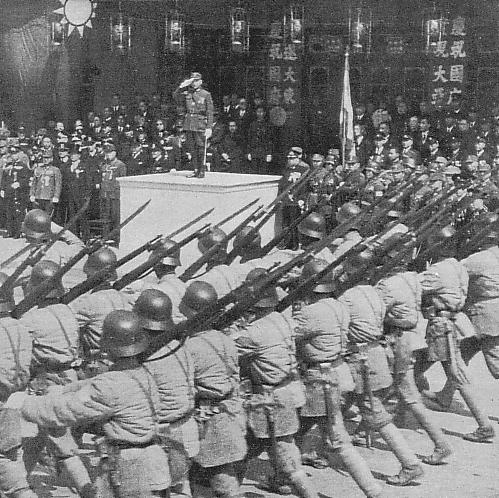
Soldados durante el desfile del tercer aniversario de la fundación del gobierno de Nankín, 1943.

Sus asesores japoneses vieron al ejército como una fuerza estrictamente de infantería, proporcionándole solo pocas piezas de artillería y vehículos blindados, y lo poco que recibieron fue utilizado principalmente por las tres divisiones de la Guardia de la Capital de Wang. El principal tipo de artillería usado por el Ejército de Nankín fueron los morteros medianos, con 31 cañones de campaña (incluyendo cañones de montaña Modelo 1917) en uso por las divisiones de la Guardia. Los japoneses proporcionaron 18 tanquetas Tipo 94 Te-Ke en 1941 para que el régimen de Wang Jingwei tuviera al menos una fuerza blindada simbólica. Los registros indican que el Ejército de Nankín también recibió 20 automóviles blindados y 24 motocicletas. Como había pocas fábricas en el territorio del gobierno de Nankín, tenía que depender de las armas capturadas por las tropas nacionalistas y las proporcionadas por Japón. Debido a esto, la calidad y cantidad de armas ligeras utilizadas por el Ejército de Nankín variaron enormemente. Dos de los fusiles más utilizados fueron el fusil Chiang Kai-shek (versión china del Mauser Kar 98k) y el Hanyang 88, aunque otros tipos también llegaron al ejército. En 1941, los japoneses vendieron unos 15.000 fusiles Carcano M91 capturados y 30.000 nuevos fusiles Tipo 38 que fueron suministrados a las mejores unidades del Ejército de Nankín. También se utilizaron varios modelos de ametralladoras, incluida la ametralladora ligera checa ZB-26 y la ametralladora pesada Tipo 3. Incluso cuando las tropas de Nankín estaban decentemente armadas, la cantidad de municiones que recibían era limitada, pero más tarde el régimen de Nankín estaba produciendo algunos equipos en sus propias fábricas.

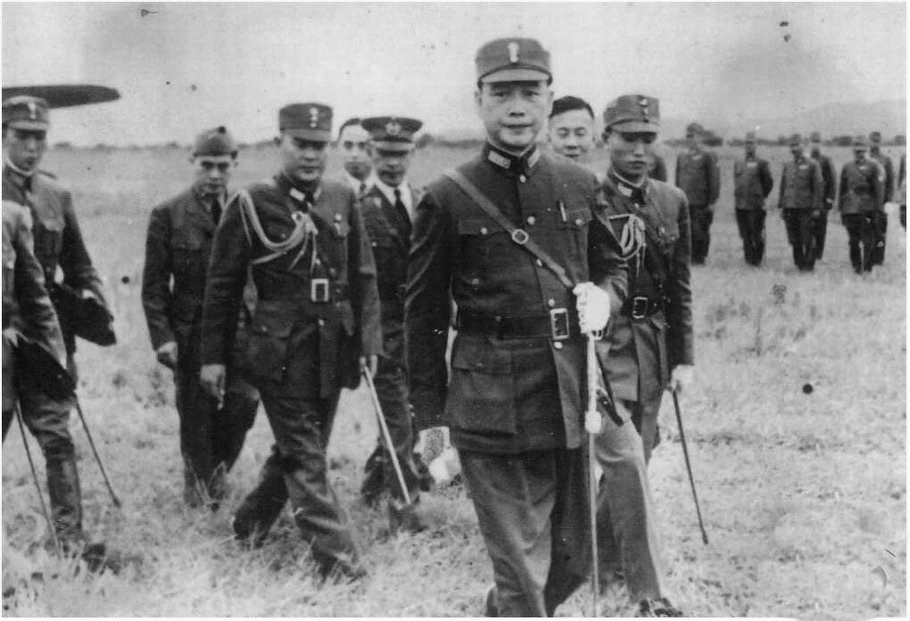
Wang Jingwei con oficiales del ejército.

Entre los destinatarios del reclutamiento por el gobierno nacionalista de Nankín y los japoneses se encontraban los exoficiales de los señores de la guerra del período 1911-1928. Debido a la lealtad personal de las tropas chinas a sus comandantes, varios generales nacionalistas chinos que desertaron trajeron sus ejércitos con ellos. Muchas unidades nacionalistas desertaron por orden de Chiang Kai-shek para preservarlas para la guerra posterior contra los comunistas chinos que sabía que pelearía después de la derrota de Japón. Como resultado, el Ejército de Nankín nunca fue totalmente confiable debido a sus lealtades sospechosas y, por lo tanto, recibió armas pesadas limitadas, pero el empeoramiento de la situación de guerra en Japón significaba que tenían que confiar en él con más frecuencia y, por lo tanto, las unidades de Nankín obtuvieron mejores equipos. Estas tropas se utilizaron principalmente para defender lugares importantes y para combatir a los partisanos comunistas. Además, también se organizaron muchas unidades irregulares locales, incluidas milicias, voluntarios y guardias rurales, que se formaron principalmente para contrarrestar a los guerrilleros. Sin embargo, su calidad era muy baja debido a su entrenamiento limitado y la falta de armas, y se los consideraba poco confiables.

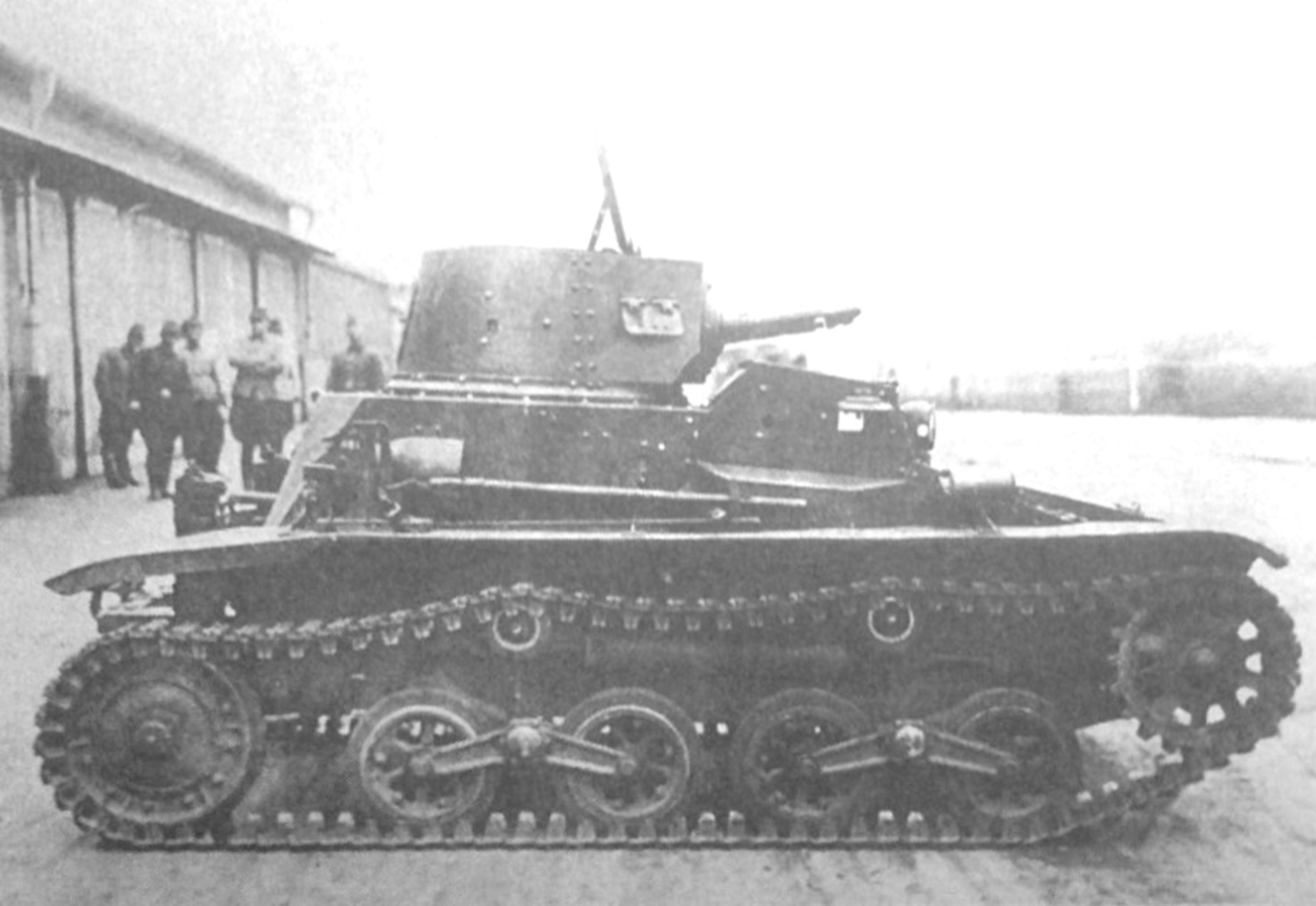
Tanqueta Tipo 94.

Las unidades que Wang Jingwei consideraba más confiables y leales incluían las tres divisiones de la Guardia en Nankín (alrededor de 10.000 hombres por división), el 1.º Ejército del Frente (alrededor de 20.000 hombres), con base en todo el Bajo Yangtze, y la Policía Fiscal. Cuerpo (unos 3.000 hombres), que había sido criado personalmente por Zhou Fohai y le era leal. Las divisiones de la Guardia de la Capital se formaron a partir de una brigada independiente creada en mayo de 1941 en Nankín, que se consideró un éxito y se elevó al tamaño de una división. Poco después se crearon otras dos divisiones. Estas unidades de la Guardia recibieron el mejor equipo, armas y uniformes, con una lealtad personal al propio Wang. El Cuerpo de Policía Fiscal fue creado en Shanghái por el ministro de Finanzas Zhou Fohai para su propia protección y le debía su lealtad, y trató de elevar su calidad a la de una división regular del Ejército Imperial Japonés. Su tamaño aumentó de 3000 a alrededor de 20.000 hombres. Ellos, al igual que las divisiones de la Guardia de la Capital de Wang, recibieron algunos de los mejores suministros y fueron altamente considerados entre las mejores unidades del régimen de Nankín. Más tarde se mudaron de Shanghái y se usaron para luchar contra la guerrilla. La moral y la fiabilidad de las unidades promedio del Ejército de Nankín era una cuestión de su ubicación. Los informes de inteligencia de 1944 indican que aquellas unidades que estaban estacionadas cerca de Nankín y tomaron órdenes del gobierno de Wang Jingwei fueron más efectivas y motivadas que aquellas que estaban más lejos y ordenadas por otros.

#### Organización
La organización divisional estándar del Ejército de Nankín era la siguiente:
- 1 compañía de mando
- 3 regimientos de infantería (3 batallones de 3 compañías cada uno)
- 1 batería de artillería de montaña
- 1 compañía de ingenieros
- 1 unidad de señales

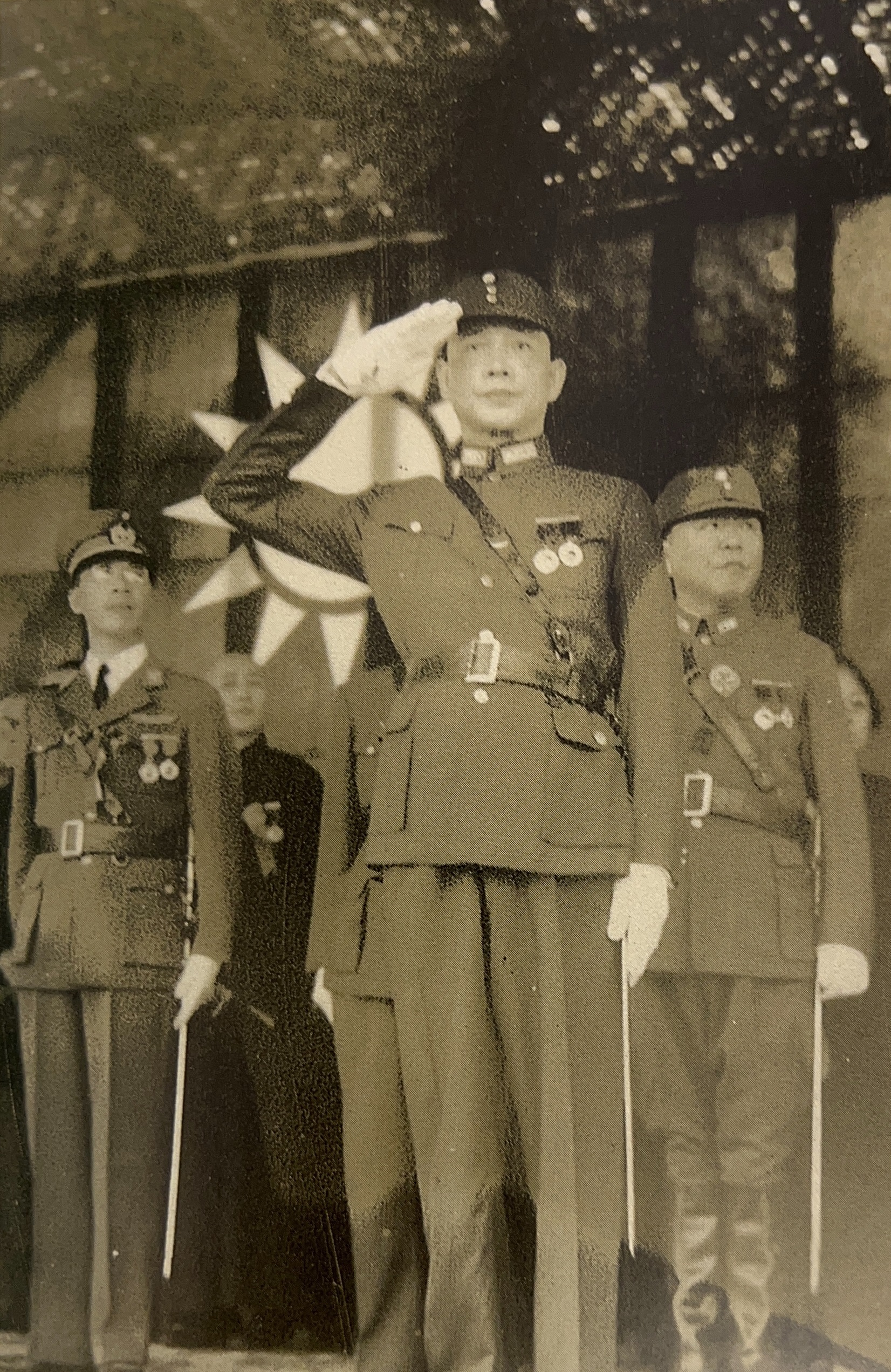
Wang Jingwei con el uniforme militar.

Sin embargo, esta estructura rara vez se siguió y hubo una disparidad en los tamaños de las diferentes unidades. Por ejemplo, algunas unidades denominadas "ejércitos" tenían una fuerza de unos pocos miles de hombres, mientras que otras que se llamaban "divisiones" tenían más de 6.000. Solo las divisiones de la Guardia de élite en Nankín en realidad siguieron la estructura estándar. Para mejorar la organización, se construyó una estación de radio central en Nankín y también se establecieron puestos de retransmisión más pequeños en toda la China ocupada para mejorar las comunicaciones entre el personal general y las unidades periféricas. En enero de 1943 se informó que las unidades en y alrededor de Nankín estaban organizadas en un "Ejército de Defensa Metropolitano" de unos 30.000 hombres, que constaba de las tres divisiones de la Guardia. Los informes de octubre de 1943 afirmaban que la fuerza del ejército de Nankín en el sur y centro de China era de 42 divisiones, 5 brigadas independientes y 15 regimientos independientes. La información sobre el Ejército de Nankín es incompleta y es imposible crear una imagen completa del orden de batalla del régimen de Wang Jingwei. Hubo diferentes estimaciones para su número total de tropas, que van desde 300000 hasta 683.000.

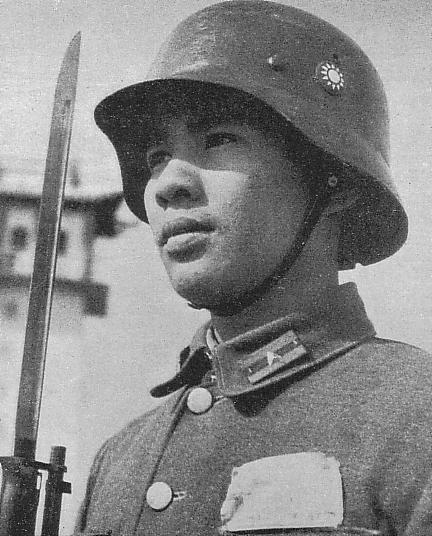
Un soldado del ejército de Nankín.

En efecto, la mayoría de las fuerzas militares en el norte de China que formaban parte del Ejército de Nankín estaban realmente bajo la autoridad del Consejo Político Semiautónomo del Norte de China, dirigido por el exlíder del Gobierno Provisional Wang Kemin. En 1940, se informó que la fuerza total de las unidades en el norte de China era de 22 regimientos, junto con 8 regimientos independientes y de entrenamiento. Como resultado de una campaña de reclutamiento en noviembre de 1940, el ejército del Consejo Político del Norte de China aumentó de 26.000 a 41.000 hombres. El número de policías títeres en la región era de unos 135 000 y la milicia local era de unos 200,000. Tras una reforma en 1942, el ejército aumentó a 30 regimientos. La estructura de regimiento de las fuerzas del Consejo del Norte de China fue la siguiente:
- 3 batallones de infantería
- 1 compañía de ametralladoras
- 1 empresa de morteros
- 1 tropa de caballería
- 1 compañía de señales

La primera academia militar del ejército de Nankín se estableció realmente ante el gobierno, en 1939 cerca de Shanghái, para entrenar a las fuerzas de los gobiernos títeres anteriores. La academia fue comandada por Ye Peng, un exoficial nacionalista, e incluyó 800 cadetes divididos en dos batallones. La academia recibió algunos de los mejores equipos de los japoneses y estaba destinada a permitir la rápida expansión del ejército de Nankín. En septiembre de 1941 se estableció una Academia Militar Central en Nankín con una inscripción inicial de mil cadetes entre las edades de dieciocho y veinticinco. El curso de capacitación se impartió durante dos años antes de que fueran destinados a unirse al ejército como oficiales menores, y Wang contrató a oficiales japoneses de reserva para que sirvieran como instructores. Los informes de inteligencia de los Estados Unidos indican que más tarde formaron una rama de la Academia Militar Central en Cantón, y otra academia militar en Beijing, la última de las cuales probablemente se usó para preparar oficiales para las unidades bajo la autoridad del Consejo Político del Norte de China.

#### Operaciones

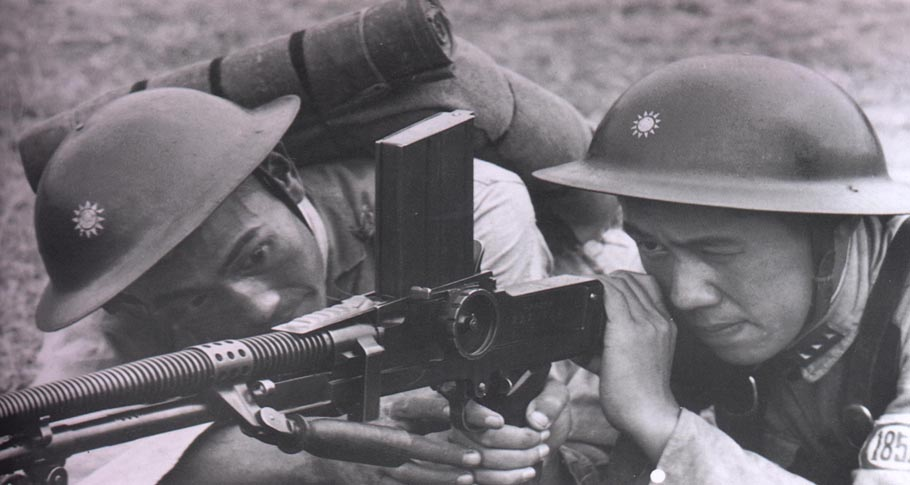
Un equipo de ametralladora ligera armado con una ZB-26 checa.

La mayor parte del trabajo realizado por el ejército de Nankín fue la guardia y la policía en los territorios ocupados, con el fin de liberar a las tropas del Ejército Imperial Japonés para luchar en frentes más importantes. Una de sus tareas principales era combatir la guerrilla comunista que luchaba en las zonas ocupadas. La otra tarea principal era proporcionar apoyo a las unidades del Ejército Imperial Japonés durante sus campañas. La información sobre los detalles exactos de sus operaciones sigue siendo vaga y difícil de encontrar, sin embargo, se sabía que participaron en varias acciones importantes durante la guerra contra los partisanos comunistas y el Ejército Nacionalista. Su primera operación de pacificación importante ocurrió al este y noreste de Suzhou en mayo de 1941. Lucharon en apoyo de las fuerzas japonesas contra el Nuevo 4.º Ejército comunista e infligieron a los insurgentes muchas bajas antes de retirarse del área. En otoño, se consideró un éxito. De 1941 a 1944, las tropas del ejército de Wang lucharon con las fuerzas japonesas en una campaña para eliminar a los insurgentes nacionalistas en el área entre Hangzhou y el río Yangtsé. Al final de la guerra, con la inevitable derrota de Japón, varias unidades del ejército se desplegaron en la región del Bajo Yangtze por orden del presidente Chen Gongbo.
Después de la rendición de Japón en agosto de 1945, el gobierno de Nankín cayó rápidamente y pocas unidades militares se mantuvieron leales. Entre ellos estaban los cadetes de la Academia Militar Central, que construyeron fortificaciones en Nankín antes de que estallaran las peleas entre las facciones a favor de Chen Gongbo y de Chiang Kai-shek. Sin embargo, la mayoría de las unidades de Nankín se rindieron pacíficamente y se unieron a los nacionalistas. Según se informa, las Divisiones de la Guardia y algunos de los cadetes de la Academia Naval de Shanghái se distinguieron luego luchando por los nacionalistas durante la guerra civil china.

### Armada

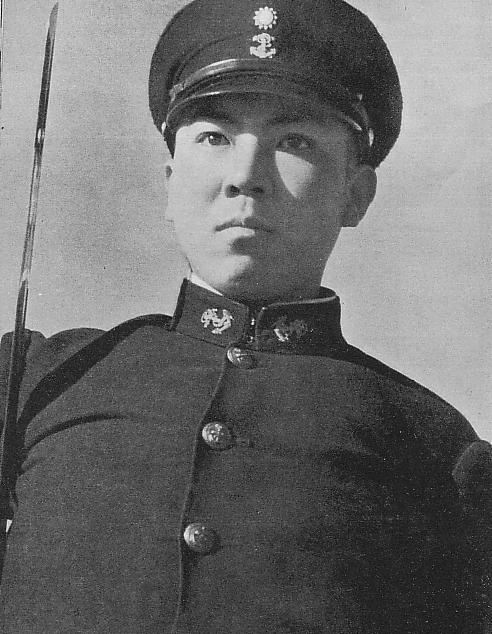
Un cadete de la academia naval de Shanghái.

Bandera de proa del régimen de Nankín (1940-1945).

La Armada del Gobierno Reformado fue creada por primera vez el 13 de diciembre de 1940 por los japoneses, con una ceremonia de inauguración en Weihaiwei. Asistieron funcionarios, incluido el jefe del personal naval, Zhang Xiyuan, junto con el comandante de las fuerzas navales japonesas que operaban en el norte de China. Japón entregó varios antiguos buques a la armada nacionalista, junto con varias bases navales, incluidas Weihaiwei y Qingdao. Hay informes de que los antiguos cruceros nacionalistas Ning Hai y Ping Hai fueron entregados a la Armada de Nankín por Japón y fueron comisionados en una gran ceremonia, convirtiéndose en útiles herramientas de propaganda. Se usaron hasta 1943 cuando la Armada Imperial Japonesa los tomó para su propio uso. Para 1944, la Armada de Nankín estaba bajo el mando directo del Ministro Naval Ren Yuandao y funcionaba principalmente como una fuerza de patrulla costera.
En ese momento, se informó que la fuerza total de la Armada de Nankín era de 19 buques de guerra, 12 cañoneros, 24 cañoneros especiales y 6 naves de inspección. También había 37 embarcaciones pequeñas que estaban en construcción desde 1942. La armada también incluía dos regimientos de Marines, uno con base en Cantón y el otro en Weihaiwei. También se creó una Academia Naval en Shanghái. El uniforme azul marino era el de la Armada Imperial Japonesa. Los marineros usaban jerseys, pantalones y gorra blancos con el puente con un gran collar azul con un borde blanco y el nombre del barco de marinero en chino. Los oficiales llevaban chaquetas y pantalones blancos con una gorra blanca. Los oficiales de alto rango vestían túnicas negras. Se usaba con pantalones negros y gorra negra con adornos dorados y una insignia de gorra tejida. La insignia era una corona con un ancla dorada junto con un cielo azul y una insignia solar por encima de eso.

### Fuerza Aérea

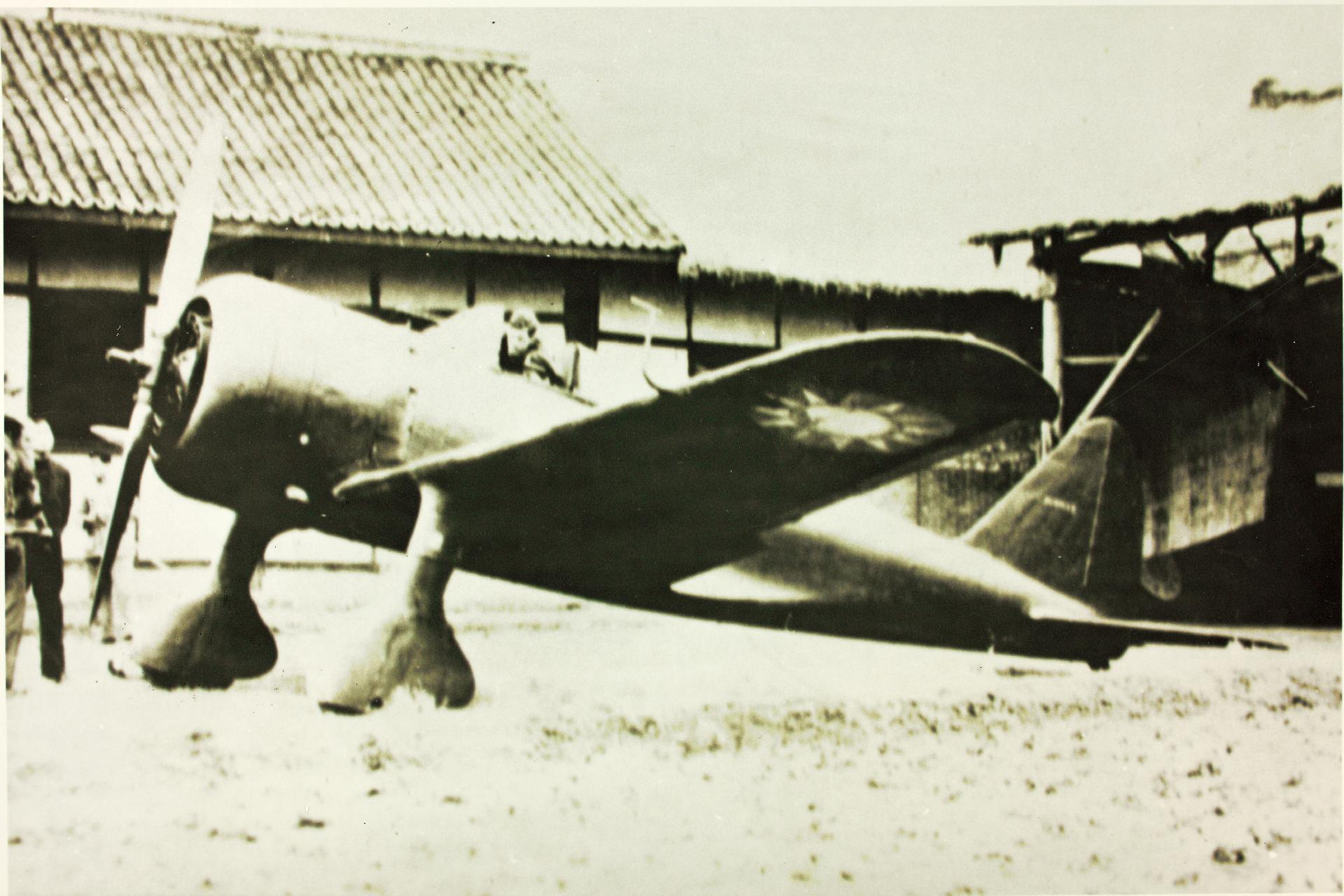
Un Nakajima Ki-27.

Escarapela del régimen de Nankín

La fuerza aérea del Gobierno de Nankín se formó por primera vez en mayo de 1941 con la fundación de una Escuela de Aviación que acogió a cien cadetes, y su primer avión, tres entrenadores Tachikawa Ki-9, fueron recibidos por esa época. Los japoneses finalmente proporcionaron más entrenadores avanzados Ki-9 y Tachikawa Ki-55 en 1942, además de algunos transportes, incluido un Fokker Super Universal como transporte personal de Wang Jingwei, y varios transportes medios Mitsubishi Ki-57 y ligeros Tachikawa Ki-54c. Junto con ellos también había un transporte L2D3 y aviones Nakajima Ki-34 de ocho pasajeros. Wang Jingwei planeó expandir la fuerza aérea y formar un escuadrón de combate con algunos cazas Nakajima Ki-27. Sin embargo, los japoneses no confiaban en la Fuerza Aérea de Nankín lo suficiente como para darles ningún avión de combate, preocupados de que los pilotos pudieran desertar a los nacionalistas junto con ellos. Según los informes, la moral era baja y varios pilotos de la Fuerza Aérea de Nankín se pusieron en contacto con el servicio de inteligencia nacionalista. También se produjeron algunas deserciones de los pilotos, aunque se desconoce el número exacto.
Las únicas aeronaves ofensivas que poseía la Fuerza Aérea de Nankín eran dos bombarderos Túpolev SB que habían sido entregados por pilotos nacionalistas desertores. En septiembre de 1940, otro desertó, pilotado por la tripulación del capitán Zhang Diqin y los tenientes Tang Houlian y Liang Wenhua. Se les dio una recompensa monetaria sustancial por sus deserciones.
Se diseñó un uniforme completamente nuevo para la Fuerza Aérea, pero se restringió a los oficiales en posiciones de mando. Consistía en una gorra de color caqui, una chaqueta de lana con cuello abierto y una camisa blanca y una corbata negra, junto con pantalones de lana de color caqui y zapatos de cuero. La gorra tenía una banda dorada alrededor y una insignia dorada de gorra tejida con una hélice alada montada en una corona.
| Aeronave               | Origen                        | Tipo                   | Variante         | En servicio      | Notas                                             |                  |
| Avión de combate       | Avión de combate              | Avión de combate       | Avión de combate | Avión de combate | Avión de combate                                  | Avión de combate |
| ---------------------- | ----------------------------- | ---------------------- | ---------------- | ---------------- | ------------------------------------------------- | ---------------- |
| Tupolev SB             | Bandera de la Unión Soviética | Bombardero             | SB-2             | 2                | Pilotado por tripulantes nacionalistas desertores |                  |
| Transporte             |                               |                        |                  |                  |                                                   |                  |
| Fokker Super Universal | /                             | Transporte             |                  | 1                |                                                   |                  |
| Beechcraft-17          | Bandera de Estados Unidos     | Transporte             |                  | 1                |                                                   |                  |
| Showa/Nakajima L2D     | Bandera de Japón              | Transporte             | L2D3             | 1                |                                                   |                  |
| Mitsubishi Ki-57       | Bandera de Japón              | Transporte             |                  | 1+               |                                                   |                  |
| Nakajima Ki-34         | Bandera de Japón              | Transporte             |                  | 1+               |                                                   |                  |
| Tachikawa Ki-54        | Bandera de Japón              | Transporte             |                  | 3                |                                                   |                  |
| Entrenamiento          |                               |                        |                  |                  |                                                   |                  |
| Tachikawa Ki-9         | Bandera de Japón              | Entrenamiento          |                  | 3                |                                                   |                  |
| Tachikawa Ki-55        | Bandera de Japón              | Entrenamiento avanzado |                  | 1+               |                                                   |                  |
| Avro 504               | Bandera del Reino Unido       | Entrenamiento          |                  | 1+               |                                                   |                  |

### Policía
Los japoneses organizaron varias unidades de policía local y milicias para mantener el orden. Muchas de estas organizaciones recibieron nombres como "Comité de Pacificación" u otros. En el norte de China, había 63.000 agentes de policía local, o alrededor de 130 por distrito. Además, había una policía de seguridad interna compuesta por 72.000 hombres, o alrededor de 200 por distrito, aunque su papel era ambiguo. Las fuentes informan que diferentes milicias alcanzaron una fuerza total de aproximadamente 200 000 en el norte de China, aunque estaban muy mal armadas. Otras milicias incluyeron guardias rurales y voluntarios, que se conocían colectivamente como el "Cuerpo de Conservación de la Paz".
En Shanghái, el "Gobierno de la Gran Vía" estableció su propia fuerza policial para mantener el orden público en la ciudad luego de la retirada del Ejército Nacionalista después de la Batalla de Shanghái. La primera policía se estableció bajo el liderazgo de Zhang Songlin, el excomandante de la policía provincial de Jiangsu. Se aplicaron impuestos a las importaciones y exportaciones para proporcionar los fondos para esta nueva fuerza. Esta nueva fuerza policial de Shanghái aceptó a cualquiera, incluidos los exdelincuentes que habían sido liberados por los nacionalistas en retirada, por lo que los japoneses lo consideraron totalmente poco confiable. Se registró que había cometido muchos delitos y se le alentó a robar a los ciudadanos su dinero porque no se les pagaba casi nada. La policía a menudo miraba hacia otro lado cuando otros cometían delitos a cambio de sobornos. Los esfuerzos para mejorar su rendimiento incluyeron la creación de un curso de capacitación de cadetes que tomó 300 cadetes. Creció de una fuerza inicial de 64 hombres desde su creación en 1938 a 6.125 empleados en febrero de 1939, y tenía 11 oficinas sucursales, 5 estaciones de policía y 8 unidades especiales, que incluyen un centro de capacitación, cuerpo de policía fluvial y un hospital. La policía de Shanghái continuó funcionando después de la creación del gobierno de Wang Jingwei y la disolución de la autoridad municipal de la Gran Vía, y aumentó a 7.501 a partir de enero de 1941.
También se organizó un Comando de Gendarmería en Beijing.

## Otras unidades militares
Había muchas otras unidades colaboracionistas que operaban en otras partes de China bajo los japoneses. Las más notables fueron las fuerzas armadas del estado títere separado de Manchukuo, junto con unidades menores, como el primer ejército de Hebei Oriental (1935–1937, luego fusionado con el ejército del gobierno provisional) y el ejército de Mongolia Interior, que opera principalmente en el estado títere de Mengjiang (que se convirtió en una región autónoma del Gobierno Reformado, pero fue de facto independiente).